# أحمد سيف محسن اليافعي
اللواء الركن/ أحمد سيف محسن اليافعي (و.1950 - 2017) قائد عسكري يمني، في 11 ابريل 2013م اصدر الرئيس عبد ربه منصور هادي قرار بتعينة قائد المنطقة العسكرية الثالثة في مأرب.
كان الرئيس اليمني عبد ربه منصور هادي قد عين اللواء اليافعي نائباً لرئيس هيئة الأركان العامة.
قتل اليافعي في صباح يوم الأربعاء 22 فبراير 2017 في جبهة المخا.

## المؤهـلات
1. بكالوريوس علوم اجتماعية - عدن 1969م.
2. بكالوريوس علوم عسكرية كلية الطلقة- روسيا 1974م.
3. ماجستير علوم عسكرية أكاديمية فرونزا –روسيا الاتحادية 1984م.

## المناصب التي تقلدها
1. مدير دائرة الاستخبارات وقائد المحور الأوسط 1984-1988م.
2. مدير دائرة التدريب القتالي 1988-1990م.
3. مدير دائرة العلاقات 1990-1994م.
4. مساعد قائد المنطقة العسكرية الشرقية 2000-2010م.
5. رئيس أركان المنطقة العسكرية الشرقية 2010-2012م.
6. قائد المنطقة العسكرية الوسطى 2012-2013م.
7. قائد للمنطقة العسكرية الثالثة 10 أبريل 2013- 6 مايو 2015 .[2]
8. قائد للمنطقة العسكرية الرابعة 7 يوليو 2015.[3]